# Tatebayashi Kagei

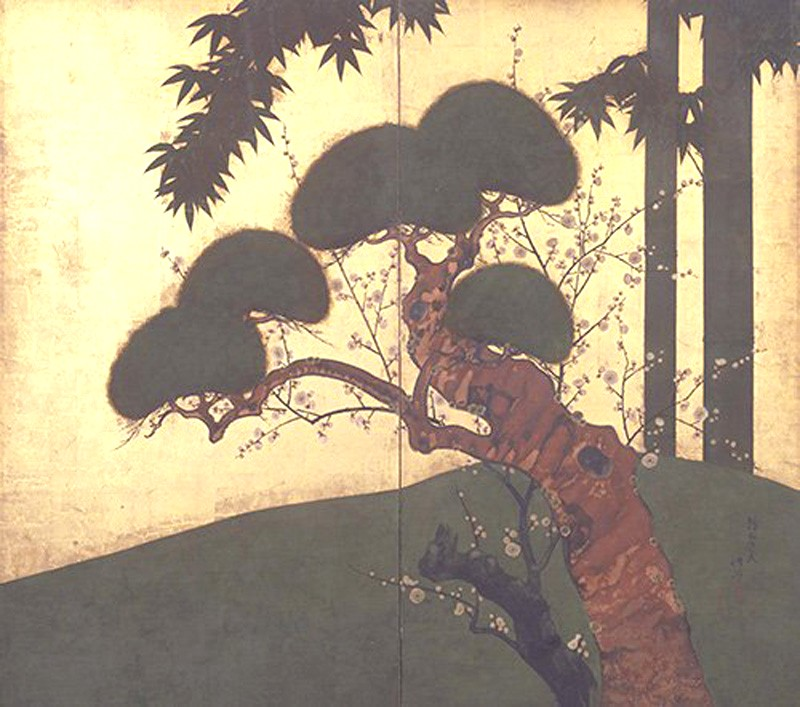
Stellschirm „Shōchikubai“

Tatebayashi Kagei (japanisch 立林 何帠; geboren in der Provinz Kaga, aktiv in der Mitte des 18. Jahrhunderts) war ein japanischer Maler, der sich auf Kiefern und Blumen spezialisiert hatte.

## Leben und Wirken
Tatebayashi Kagei war ein Maler aus der Mitte der Edo-Zeit. Sein richtiger Name war Shirai Ristutoku (白井 立徳), und er war wohl zunächst Hofarzt der wohlhabenden Daimyō-Familie Maeda. Weil er auf seinem Werk ein ähnliches Siegel wie Ogata Kōrins „Iwakata“-(方祝)-Siegel verwendete, galt er einst als Schüler von Kōrin. Aber 1738 schenkte ihm Ogata Kenzan einen Sōtatsu-Fächer, den er von Kōrin kopiert hatte. Es wird eher angenommen, dass er das Malen von Kenzan in Edo gelernt hat. Er nannte sich daher auch „Kōrin III.“. Seine Hauptwerke sind „Sanō Watari zu“ (佐野渡図), „Tenjin-zu“ (天神図) und der Stellschirm „Shōchikubai-zu“.